# Theodor Granderath
Theodor Granderath SJ (* 19. Juni 1839 in Giesenkirchen; † 19. März 1902 in Valkenburg) war ein deutscher römisch-katholischer Theologe, Jesuit und Kirchenhistoriker.

## Leben
Nach dem Abitur in Neuss studierte er katholische Theologie an der Eberhard Karls Universität Tübingen und war seit 1859 Mitglied der katholischen Studentenverbindung AV Guestfalia Tübingen.  Am 3. April 1860 trat er in Münster dem Jesuitenorden bei. Granderath studierte von 1862 bis 1874 Rhetorik, Philosophie, Theologie und Kirchenrecht und empfing 1872 die Priesterweihe.
1874 wurde er Professor für Kirchenrecht am Jesuitenkolleg in Ditton Hall und ab 1876 auch für Dogmatik und Apologetik. Im Anschluss ging er 1887 an das Jesuitenkolleg in Exaten, um die Arbeit von Gerhard Schneemann an der Acta et Decreta Concilii Vaticani, der Edition der Akten und Dekrete der neueren Konzile, fortzuführen.
Von 1893 bis 1901 arbeitete er in Rom an einer „Geschichte des Vaticanischen Konzils“, die nach seinem Tod zwischen 1903 und 1906 von Konrad Kirch herausgebenden wurde. 1897 und 1898 ersetzte er den Professor für Apologetik an der Päpstlichen Universität Gregoriana. 1901 verließ Granderath aufgrund seines Gesundheitszustands Rom und ließ sich in Valkenburg nieder.

## Schriften
- Geschichte des Vatikanischen Konzils. Von seiner ersten Ankündigung bis zu seiner Vertagung. Herausgegeben von Konrad Kirch SJ. Herder, Freiburg im Breisgau
  - Band 1: Vorgeschichte. Mit einem Titelbild. 1903; archive.org.
  - Band 2: Von der Eröffnung des Konzils bis zum Schlusse der dritten öffentlichen Sitzung. 1903; archive.org.
  - Band 3: Vom Schlusse der dritten öffentlichen Sitzung bis zur Vertagung des Konzils. Die Aufnahme der Konzilentscheidungen. (Die päpstliche Unfehlbarkeit). 1906; archive.org.